# Bét-el

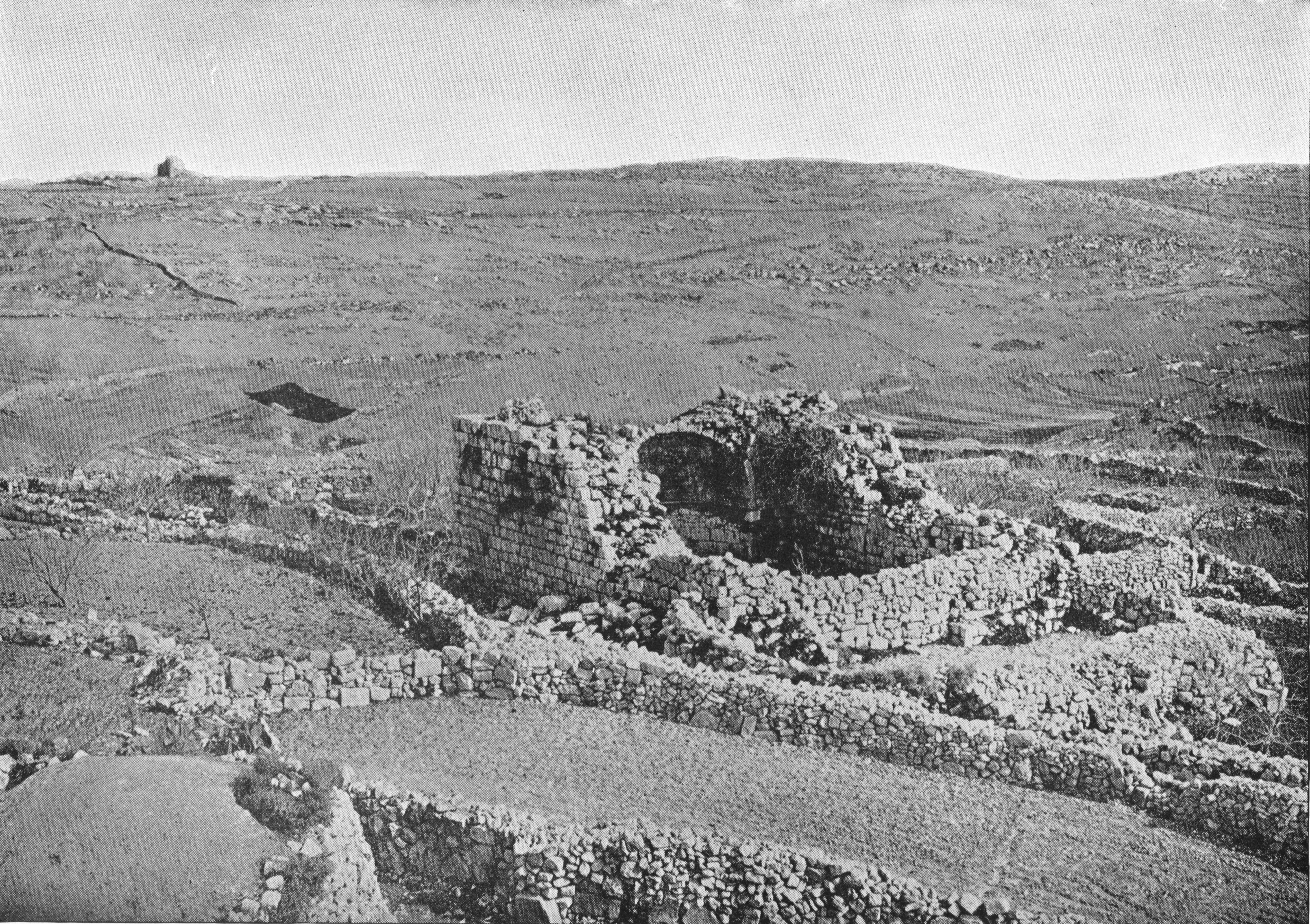
Údajný Bét-el, 1894

Bét-el, Bét-El či Bétel (ugaritsky bt il – ve významu „Dům Elův“ či „Dům Hospodinův“, hebrejsky בֵּית אֵל‎ ḇêṯ’êl; řecky Βαιθηλ; latinsky Bethel) bylo pohraniční město popisované ve Starém zákoně jako místo mezi územími Benjamín a Efrajim. Nejprve patřilo kmenu Benjamín a následně bylo dobyto kmenem Efrajim. Eusebios z Kaisareie a sv. Jeroným Bét-el ztotožňovali s místem 12 římských mil severně od Jeruzaléma. Dalším možným umístěním je nyní arabská osada Bejtin na Západním břehu Jordánu, tento názor v současnosti převládá.
Podle tohoto starozákonního místa byla pojmenována moderní osada Bejt El.

## Dějiny

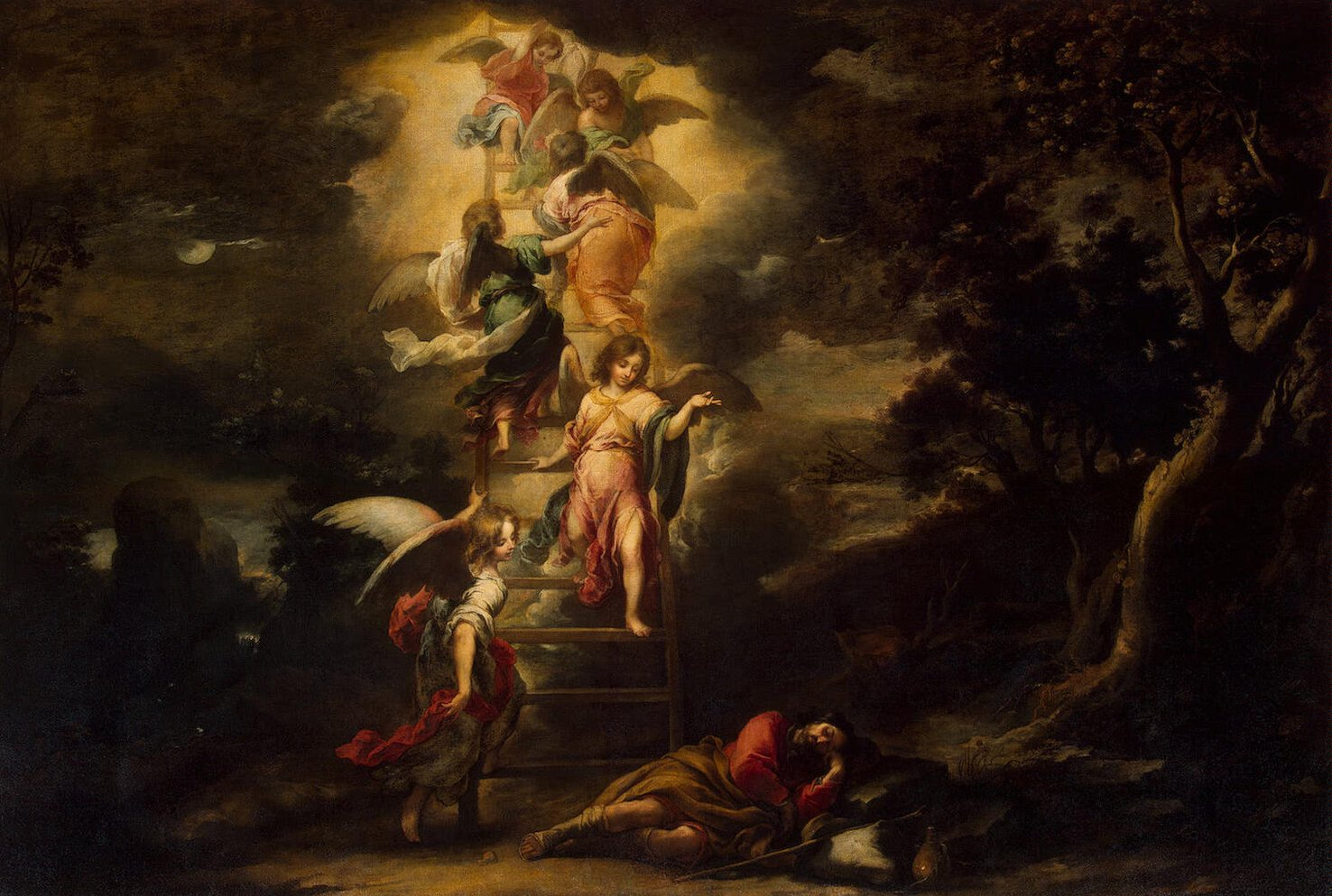
Jákobův sen

Místo je v Bibli několikrát zmiňováno, nejprve v Genesis, ve 12. a 13. kapitole, kdy zde Abram postavil oltář. Posléze (Gn 28 (Kral, ČEP)) má na tomto místě Jákob sen o andělech vystupujících a sestupujících po žebříku do nebes. V 35. kapitole pak Hospodin dává Jákobovi jméno Izrael. Dále je Bét-el zmiňován v knize Jozue a v knize Soudců, v Sd 4, 5 (Kral, ČEP) zde pod palmou dlí Debora. Židé se v 20. kapitole knihy Soudců chodí do Bét-elu dotazovat Hospodina na výsledek bitvy s Gibejci. Bét-el je umisťován jižně od Šíla.
Bét-el je dále zmiňován v 1. i 2. knize Samuelově, Samuel do Bét-elu posílá například Saula. Po rozdělení království Bét-el připadl Izraelskému království a stal se zřejmě místem modloslužby, kde byl uctíván Baal, a několik starozákonních proroků se proti němu obracelo.